# Pont de la Via (Guàrdia de Noguera)
El Pont de la Via és un pont del municipi de Castell de Mur, en territori de la vila de Guàrdia de Noguera a l'antic terme de Guàrdia de Tremp.
És a l'est/sud-est de la vila, en el punt on la llau de Rodelló passa per sota de les vies del ferrocarril de la Línia Lleida - la Pobla de Segur.